# پتری اوراینن
پتری اوراینن (فنلاندی: Petri Oravainen؛ زادهٔ ۲۶ ژانویهٔ ۱۹۸۳) بازیکن فوتبال اهل فنلاند است.
از باشگاه‌هایی که در آن بازی کرده‌است می‌توان به باشگاه فوتبال هلسینکی، باشگاه فوتبال کوپیون پالوسئورا، و باشگاه فوتبال پک زووله اشاره کرد.
وی همچنین در تیم ملی فوتبال فنلاند بازی کرده‌است.